# Девиллер, Пьер Батист
Пьер Батист Девиллер (фр. Pierre Baptiste Devillers; 1769—1842) — французский военный деятель, полковник (1805 год), участник революционных и наполеоновских войн.

## Биография
Родился в семье небогатого крестьянина Пьера Девиллера (фр. Pierre Joseph Devillers; 1713—1783) и его супруги Катерины Барбье (фр. Catherine Barbier; 1717—1787). 8 февраля 1791 года женился в Крозе-ле-Гране на Жанне Ресевёр (фр. Jeanne Marie Receveur; 1766—1839), от которой имел сына.
Начал военную службу 5 августа 1792 года добровольцем в 5-м батальоне волонтёров Ду. 12 августа был избраном капитаном, а уже 19 августа стал командиром данного батальона. 10 июля 1794 года его батальон влился в состав 11-й полубригады лёгкой пехоты. 20 февраля 1796 года при реорганизации французской пехоты, его батальон стал чстью 10-й полубригады лёгкой пехоты. Сражался на Рейне. 2 октября 1796 года в битве при Биберахе он был поражён сабельным ударом в левую руку. 22 ноября 1796 года при осаде Келя он получил ранение в правую ногу. 25 марта 1799 года умело действовал при Штайтлингене в Швабии. Ближе к концу боя пуля пробила ему в грудь и заставила покинуть поле боя. По этому поводу командование его полубригады запросили в его пользу патент на почётное оружие. В 1798 году он был в Английской армии, а с 1799 года в Дунайской.
С 29 августа 1803 года 10-я состояла в 1-й пехотной дивизии генерала Сент-Илера в лагере Сент-Омер. 29 августа 1805 года дивизия Сент-Илера стала частью 4-го корпуса Великой Армии. 21 декабря 1805 года за блестящие действия в Австриййкой кампании и в особенности за Аустерлиц, был произведён в полковники. Переведён на административную работу в качестве младшего инспектора по смотрам. Служил в Великой Армии в Прусской кампании 1806 года и Польской 1807 года. В 1808 году переведён в Испанию. С 1809 по 1811 годы продолжил службу в Армии Португалии. 28 декабря 1812 года вышел в отставку.
Умер 20 апреля 1842 года в Шатийон-ле-Дюке.

## Воинские звания
- Солдат (5 августа 1792 года);
- Капитан (12 августа 1792 года);
- Командир батальона (19 августа 1792 года);
- Полковник (21 декабря 1805 года).

## Награды
Легионер ордена Почётного легиона (14 июня 1804 года)